# Iñigo Larrainzar Santamaria
Iñigo Larrainzar Santamaría, també conegut com a Larrainzar II atès que el seu germà Txomin també ha estat jugador professional, és un jugador de futbol, nascut a Pamplona, Navarra, el 5 de juny de 1971.

## Trajectòria
Es forma a les categories inferiors de l'Osasuna, fins a arribar al filial, l'Osasuna Promesas, a la campanya 89/90. Al gener d'eixe any debuta en Primera Divisió amb el primer equip. En total, l'any del debut disputa deu partits de lliga i marca un gol.
Ja a la campanya següent es aconsegueix un lloc titular en l'Osasuna, i l'ajuda a complir una de les millores temporades de la seua història, la 90/91, on queda quart. A Navarra és titular fins a l'any 93, quan l'Athletic Club de Bilbao el fitxa.
A San Mamés no li costa aconseguir la titularitat. El primer any, hi juga 37 partits de lliga. A la temporada 1998/99 el seu rendiment comença a baixar i ja no supera la vintena de partits, fins que a la 2002/2003, tot just disputa cinc matx amb els lleons. Això suposa la seua sortida del club basc, després d'onze temporades.
Recala en el Córdoba CF, aleshores a la Segona Divisió. El gener del 2005 anuncia la seua retirada.

## Internacional
Larrainzar va disputar un amistós de preparació per a la Copa del Món de 1994 amb la selecció espanyola el 19 de gener de 1994 a Balaídos davant Portugal.